# Stylopoma palmula
Stylopoma palmula är en mossdjursart som beskrevs av Tilbrook 200. Stylopoma palmula ingår i släktet Stylopoma och familjen Schizoporellidae. Inga underarter finns listade i Catalogue of Life.